# Esox aquitanicus
Esox aquitanicus ist eine im Jahr 2014 neu beschriebene Art der Hechte (Esox). Sie umfasst die Hechtpopulationen des südwestlichen Frankreich (Aquitanien), die damit von den nordeuropäischen Hechten (Esox lucius) abgetrennt wurden und eigenen Artstatus erhielten.

## Verbreitung
Esox aquitanicus kommt in Südwestfrankreich in den Stromgebieten von Charente, Dordogne, Eyre und Adour vor.

## Merkmale
Esox aquitanicus wird über einen Meter lang, ist langgestreckt und besitzt eine abgeflachte, entenartige Schnauze. Ein Hecht, der im Cazeausee im Zentrum des Verbreitungsgebietes gefangen wurde, war 1,37 Meter lang. Das große Maul ist mit vielen spitzen Zähnen besetzt. Rücken- und Afterflosse befinden sich weit hinten in der Nähe der Schwanzflosse, Brust- und Bauchflosse stehen tief am Körper. Neben metrischen Charakteristika, den Verhältnissen zwischen verschiedenen Körpermaßen, unterscheidet sich Esox aquitanicus vor allem in der Färbung und der kleineren Schuppenzahl entlang der Seitenlinie von Esox lucius.
Esox aquitanicus ist grau bis graugrün gefärbt und zeigt an seinen Körperseiten 16 bis 30 schräg verlaufende Querbänder, die 1 bis 1,5 Schuppen breit sind. Diese Zeichnung ist bei Jungfischen besonders deutlich und wird mit zunehmendem Alter immer unregelmäßiger. Die Flossen sind gelblich bis orange. Die paarigen Flossen weisen nur wenige dunkle Zeichnungsmuster auf, die unpaaren sind dagegen deutlich dunkel gemustert. Wie die Jungfische von Esox lucius und Esox cisalpinus haben die Jungfische von Esox aquitanicus einen auffälligen waagerechten braunen Streifen unterhalb der Augen.
- Schuppenformel: SL 101–121, (125–148 bei E. lucius)
- Wirbel: 53–57.

## Lebensweise
Mit Ausnahme der früheren Laichzeit (Februar bei Esox aquitanicus, März bis April bei Esox lucius) unterscheidet sich die Lebensweise von Esox aquitanicus wahrscheinlich kaum von der von Esox lucius.